# Michael Shayne e l'enigma della maschera
Michael Shayne e l'enigma della maschera (Dressed to Kill) è un film del 1941 diretto da Eugene Forde. La sceneggiatura si basa sul romanzo The Dead Take No Bows di Richard Burke, pubblicato a Boston nel 1941 e sul personaggio di Michael Shayne, creato da Brett Halliday.

## Trama
Michael Shayne sta per convolare a giuste nozze ma nell'albergo vicino si sentono sparare dei colpi. Il detective comincia a investigare e i morti si sommano ai morti. Il matrimonio va in fumo e Michael resta ancora scapolo e libero.

## Produzione
Il film fu prodotto dalla Twentieth Century Fox Film Corporation che comprò i diritti del romanzo di Richard Burke già prima che fosse pubblicato. Venne girato ai 20th Century Fox Studios al 10201 di Pico Blvd. a Century City, Los Angeles con il titolo di lavorazione The Dead Take No Bows dal 28 aprile a metà maggio 1941.

## Distribuzione
Il copyright del film, richiesto dalla Twentieth Century-Fox Film Corp., fu registrato l'8 agosto 1941 con il numero LP10658.
Distribuito dalla Twentieth Century Fox Film Corporation, il film uscì nelle sale cinematografiche USA l'8 agosto 1941.